# Sarah Ogoke
Sarah Chika Ogoke (née le 25 juin 1990) est une joueuse nigériane de basket-ball. Elle est membre de l'équipe du Nigeria de basket-ball féminin et a participé aux championnats d’Afrique de basket-ball féminin en 2011, 2013, 2015 et 2017,, puis à la Coupe du monde féminine de basket-ball 2018 et aux Championnats d'Afrique 2019, 2021 et 2023.

## Carrière
- 2016-18 :  Real Club Celta Vigo

## Palmarès
- Médaille de bronze aux Jeux africains de 2011
- Médaille de bronze au championnat d'Afrique 2015
- Médaille d'argent aux Jeux africains de 2015
- Médaille d'or au championnat d'Afrique 2017
- Médaille d'or au championnat d'Afrique 2019
- Médaille d'or au championnat d'Afrique 2021
- Médaille d'or au championnat d'Afrique 2023